# Prophétie de Berchán

La Prophétie de Berchán, est un poème historique de taille relativement importante, écrit en Moyen irlandais. Le texte est conservé à la Royal Irish Academy, sous le référence MS 679 (23/G/4), avec quelques copies plus récentes. Il fut peut-être écrit au XIIe siècle ou même plus tard, mais il prétend être une prophétie faite pendant le Haut Moyen Âge. 
Le texte est composé de 204 strophes en debide, deux de ces strophes (les 128 et 168) sont altérées. Ce texte est divisé en deux parties. L'auteur supposé de la première partie (les strophes 1 à 96) est un abbé irlandais du nom de Berchán, qui a donné son nom au poème. Cette partie se compose de l'histoire du propre monastère de Berchán, le récit des attaques vikings, et une description du règne de dix-neuf rois irlandais. 
La seconde partie, les strophes 97 à 206, est une prophétie anonyme autour de la mort de Saint Patrick, au Ve siècle, prédisant les vies de Colomba d'Iona, du roi Áedan de Dalriada et de 24 rois écossais, depuis Kenneth Ier (mort en 858) jusqu'à Donald III (mort en 1097). Le poème identifie les rois écossais de manière voilée, et il utilise un grand nombre d'images et de comparaisons poétiques obscures. À la différence des rois irlandais de la première partie, dans la seconde partie il n'y a pas de gloses jointes qui nomment les rois. Néanmoins, les rois écossais mentionnés peuvent être identifiés, et ce témoignage est utile. Ce poème est l'une des plus importantes sources de l'histoire écossaise de la période couverte.